# Elezioni presidenziali in Colombia del 2006
Le elezioni presidenziali in Colombia del 2006 si tennero il 28 maggio.
Esse hanno visto la vittoria del presidente uscente Álvaro Uribe Vélez che, avendo superato la maggioranza assoluta dei voti, fu eletto direttamente al primo turno, senza bisogno del ballottaggio.
Un emendamento costituzionale proposto dal governo consentì ad Álvaro Uribe di essere il primo presidente in oltre 100 anni a potersi ripresentare alle presidenziali per un secondo mandato consecutivo.

Percentuali di voti favorevoli ad Uribe

L'affluenza alle urne si attestò poco sopra il 45%.
Da rilevare il risultato di Horacio Serpa Uribe, sostenuto dal Partito Liberale Colombiano, che ottenne meno voti di quelli che avevano partecipato alle elezioni primarie del suo partito.
Generalmente Uribe ha ottenuto grandi risultati in tutti i dipartimenti con una percentuale oscillante tra il 35 ed l'85% dei voti anche in quelli governati dall'opposizione di centrosinistra.

## Risultati
| Álvaro Uribe Vélez           | Primero Colombia                                  | 7 397 835  | 62,35 |  |  |  |  |  |
| Carlos Gaviria Díaz          | Polo Democratico Alternativo                      | 2 613 157  | 22,03 |  |  |  |  |  |
| Horacio Serpa Uribe          | Partito Liberale Colombiano                       | 1 404 235  | 11,84 |  |  |  |  |  |
| Antanas Mockus               | Movimento Alleanza Sociale Indigena               | 146 583    | 1,24  |  |  |  |  |  |
| Enrique Parejo González      | Ricostruzione Nazionale Democratica               | 42 652     | 0,36  |  |  |  |  |  |
| Álvaro Leyva Durán           | Movimento Nazionale di Riconciliazione            | 18 263     | 0,15  |  |  |  |  |  |
| Carlos Arturo Rincón Barreto | Movimento Politico Comunale e Comunità Colombiana | 15 388     | 0,13  |  |  |  |  |  |
| Voti in bianco               | Voti in bianco                                    | 226 297    | 1,91  |  |  |  |  |  |
| Totale                       | Totale                                            | 11 864 410 | 100   |  |  |  |  |  |
|                              |                                                   |            |       |  |  |  |  |  |
| Voti non validi              | Voti non validi                                   | 177 327    | 1,47  |  |  |  |  |  |
| Votanti                      | Votanti                                           | 12 041 737 | 45,05 |  |  |  |  |  |
| Elettori                     | Elettori                                          | 26 731 700 |       |  |  |  |  |  |

## Candidature

### Candidati principali
- Álvaro Uribe Vélez, indipendente sostenuto dalla coalizione di centrodestra costituita da: Partito Conservatore Colombiano, Partito Sociale di Unità Nazionale, Colombia Democratica e da Primo Colombia partito fondato da Uribe e da alcuni suoi fedelissimi liberali nel 2002 prima di abbandonare il suo partito e di candidarsi come indipendente per lo schieramento conservatore. Uribe risulta favorito in queste elezioni soprattutto per la lotta al terrorismo delle FARC e dal timido miglioramento della situazione del paese.

- Carlos Gaviria Díaz, del Polo Democratico Alternativo e rappresentante dello schieramento di sinistra della Colombia. Critico nei confronti di Uribe soprattutto per il suo atteggiamento autoritario e per i vari scandali della cosiddetta parapolitica e per i suoi rapporti troppo servili nei confronti dell'amministrazione americana di George W. Bush. Gaviria ha presentato un programma socialdemocratico.

- Horacio Serpa Uribe, candidato del Partito Liberale Colombiano. Per la terza volta tenta la corsa alla presidenza della Repubblica e critico nei confronti del governo di Uribe per l'autoritarismo che ha caratterizzato i quattro anni del Presidente. Ha presentato un programma socialdemocratico moderato.

- Antanas Mockus, Movimento Alleanza Sociale Indigena. Rappresentante delle minoranze indigene.

### Definizione delle candidature

#### Uribismo
La coalizione di centro-destra guidata dal presidente Uribe ha confermato come candidato il presidente uscente e quindi non si è dovuti procedere ad alcune elezioni primarie per la nomina del candidato alla presidenza del paese.

#### Partito Liberale Colombiano
Il Partito Liberale Colombiano è un partito politico di centro-sinistra e dal 2002 è all'opposizione del governo conservatore di Uribe, ex membro di tale partito che ha deciso di candidarsi con lo schieramento di centro-destra. Il Consiglio Nazionale del PLC nel 2005 ha stabilito che per la scelta del candidato alla presidenza occorresse l'organizzazione di elezioni primarie aperte a più aspiranti.
I candidati che si presentarono alle primarie furono:
- Horacio Serpa Uribe: Ex Ministro degli Interni e più volte candidato alla presidenza per il suo partito.
- Rafael Pardo: Ex Ministro della Difesa e senatore.
- Andrés González Díaz: Ex Ministro della Giustizia, senatore e due volte Ex Governatore di Cundinamarca.
- Cecilia López Montaño: Ex Ministra dell'Ambiente e Agricoltura.
- Enrique Peñalosa: Ex sindaco di Bogotà.
- Rodrigo Rivera Salazar: Senatore.

Durante le definizioni della candidature e del sistema di norme da rispettare per l'organizzazione delle primarie l'ex sindaco Peñalosa ha deciso di ritirarsi polemozzando sul tentativo di favorire Serpa Uribe. Peñalosa si è candidato al Senato ed è passato nelle file della maggioranza conservatrice, sostenitrice del Presidente Uribe.
Il 10 marzo 2006 si sono volte le primarie e sono state vinte, come era prevedibile, da Horacio Serpa Uribe. A questa tornata non ha partecipato Cecilia López che ha preferito guidare il partito alle elezioni per il rinnovamento del Senato.
| Candidati              | Voti      | %      |
| ---------------------- | --------- | ------ |
| Horacio Serpa Uribe    | 1.051.533 | 47,21% |
| Rafael Pardo Rueda     | 526.298   | 23,63% |
| Rodrigo Rivera Salazar | 500.020   | 22,45% |
| Andrés González Díaz   | 120.386   | 5,40%  |
| Voti in bianco         | 29.247    | 1,31%  |
| Totale dei voti validi | 2.227.484 |        |
| Voti nulli             | 37.961    |        |
| Voti non espressi      | 196.803   |        |
| Totale                 | 2.462.248 |        |

#### Polo Democratico Alternativo
La sinistra in Colombia è rappresentata da due partiti: Alternativa Democratica e Polo Democratico Indipendente. 
Nel 2005 questi due movimenti hanno deciso di unirsi e fondare un unico partito chiamato Polo Democratico Alternativo capace di offrire un'alternativa alla destra del Presidente Álvaro Uribe e al centrosinistra dei liberali socialdemocratici.
Anche il neo-nato partito ha dovuto le controversie per la definizione del candidato presidenziale e per questo motivo ha ricorso all'organizzazione di elezioni primarie per la scelta del candidato presidenziale. I principali aspiranti alla nomination del partito furono:
- Carlos Gaviria. Senatore ed ex Presidente della Corte Costituzionale ex leader di Alternativa Democratica.
- Antonio Navarro Wolff. Ex militare e membro del Polo Democratico Indipendente.

Navarro aveva intenzione di rinunciare ma il consiglio nazionale del partito rifiuta la sua rinuncia. Fino all'ultimo i sondaggi davano per vincitore Navarro ma i risultati furono diversi:
| Candidati              | Voti      | %      |
| ---------------------- | --------- | ------ |
| Carlos Gaviria Díaz    | 572.834   | 52,55% |
| Antonio Navarro Wolff  | 498.342   | 45,72% |
| Voti in bianco         | 18.886    | 1,73%  |
| Totale dei voti validi | 1.090.062 |        |
| Voti nulli             | 23.231    |        |
| Voti non emessi        | 121.509   |        |
| Totale                 | 1.234.802 |        |